# Madai
Madai è un personaggio biblico, menzionato due volte nella Bibbia. Secondo il libro della Genesi era figlio di Jafet e uno dei sedici nipoti di Noè. Madai è stato talvolta indicato come il capostipite di diversi popoli, dai Hurriti di Mitanni ai Medi (in ebraico, Māday).
Secondo il Libro dei Giubilei (10:35-36), Madai sposò una figlia di Sem e preferì vivere presso la sua famiglia che stabilirsi nella terra ereditata da Jafet oltre il Mar Nero. Così chiese ai suoi cognati Elam, Assur e Arpacsad di cedergli la terra che avrebbe avuto il suo nome, la Media.
Un altro verso dei Giubileo (8:5) sostiene che una figlia di Madai chiamata Milcah sposò Cainam, un avo di Abramo citato anche nella Genesi della Septuaginta.